# Sanremo Giovani 2022
La sedicesima edizione del concorso Sanremo Giovani si è svolta a Sanremo il 16 dicembre 2022, con la conduzione di Amadeus.
Come già accaduto nel 2018 e nel 2021, il concorso sostituisce la sezione Nuove proposte del Festival di Sanremo: durante la serata, i 12 finalisti del concorso, selezionati da una commissione musicale tra 714 candidati, si sono esibiti e sono stati valutati da una giuria composta dalla commissione musicale e dal voto del direttore artistico. I primi sei classificati della serata hanno guadagnato il diritto di partecipare con un nuovo pezzo inedito al Festival di Sanremo 2023, aggiungendosi agli altri 22 partecipanti al Festival che sono stati annunciati il 4 dicembre precedente dallo stesso Amadeus nel corso dell'edizione diurna del TG1.

## Cantanti
I primi otto artisti che si sono sfidati nella finale di quest'edizione di Sanremo Giovani sono stati annunciati il 5 novembre 2022, mentre gli ultimi quattro, i vincitori dell'edizione 2022 di Area Sanremo, sono stati annunciati il 27 novembre successivo.
| Interprete      | Canzone                | Autori                                                                                  |
| --------------- | ---------------------- | --------------------------------------------------------------------------------------- |
| Colla Zio       | Asfalto                | A. Arminio, A. Malatesta, E. Castroni, E. Ruzzi, F. Lamperti, T. Bernasconi, T. Manzoni |
| Fiat 131        | Pupille                | A. Canini, A. Bruno, C. Avarello, N. Verrienti                                          |
| Gianmaria       | La città che odi       | A. Filippelli, G. Manilardi, G. Volpato, M. Spaggiari e R. Giovannoni                   |
| Giuse the Lizia | Sincera                | A. Spigaroli, G. Puleo e M. Maiole                                                      |
| Maninni         | Mille porte            | A. Mininni, A. Sgobio, G. Pollex, R. W. Guglielmi                                       |
| Mida            | Malditè                | C. Prestato, S. Ferrari e T. Santoni                                                    |
| Noor            | Tua Amelie             | N. A. Mocchi, G. M. Marcello, M. Rettani, E. Palmosi, D. Di Gregorio                    |
| Olly            | L'anima balla          | F. Olivieri e J. Boverod                                                                |
| Romeo & Drill   | Giorno di scuola       | F. Manfredi, M. Taurisano, P. Romeo                                                     |
| Sethu           | Sottoterra             | G. De Lauri, M. De Lauri                                                                |
| Shari           | Sotto voce             | M. Pisciottu, N. Pucciarmati e S. Noioso                                                |
| Will            | Le cose più importanti | W. Busetti, S. Cremonini e T. Sgarbi                                                    |

## Finale
La finale del concorso è andata in onda il 16 dicembre 2022 in diretta su Rai 1 dal teatro del Casinò di Sanremo con la conduzione di Amadeus.
I 12 artisti sono stati votati dalla Commissione musicale del Festival e dal direttore artistico. Sono stati così decretati i sei artisti che accedono al Festival di Sanremo 2023 e i rispettivi inediti.
- Accede al Festival di Sanremo 2023

| Ordine di uscita | Interprete      | Canzone                | Posizione |
| ---------------- | --------------- | ---------------------- | --------- |
| 1                | Gianmaria       | La città che odi       | 1         |
| 2                | Noor            | Tua Amelie             | 7         |
| 3                | Will            | Le cose più importanti | 2         |
| 4                | Olly            | L'anima balla          | 2         |
| 5                | Maninni         | Mille porte            | 7         |
| 6                | Colla Zio       | Asfalto                | 2         |
| 7                | Fiat 131        | Pupille                | 7         |
| 8                | Mida            | Malditè                | 7         |
| 9                | Shari           | Sotto voce             | 2         |
| 10               | Giuse the Lizia | Sincera                | 7         |
| 11               | Romeo & Drill   | Giorno di scuola       | 7         |
| 12               | Sethu           | Sottoterra             | 2         |

## Commissione musicale
La commissione musicale incaricata di selezionare gli artisti per Sanremo Giovani è stata composta da:
- Amadeus
- Leonardo De Amicis
- Federica Lentini
- Massimo Martelli

## Ascolti
| Messa in onda    | Telespettatori | Share  |
| ---------------- | -------------- | ------ |
| 16 dicembre 2022 | 2 168 000      | 16,30% |